# Östertjärnen (Nyskoga socken, Värmland)
Östertjärnen är en sjö i Torsby kommun i Värmland och ingår i Göta älvs huvudavrinningsområde.